# Галичина
Галичина́ (пол. Galicja, нім. Galizien) — історико-географічний регіон на заході України, у Центральній Європі, який також включає Надсяння і Лемківщину, колись населені переважно українцями (зараз східна частина Підкарпатського воєводства Польщі). Галичина охоплює більшу частину інших історичних регіонів Червоної Русі (з центром у Львові) та Малопольщі (з центром у Кракові).
Існує кілька трактувань території Галичини. Перша пов'язана із межами колишнього Галицького князівства, що включало Перемиську, Звенигородську, Теребовельську та Галицьку волості, і відповідає верхів'ям басейну Дністра та Сяну. Друга пов'язана із межами Королівства Галичини та Володимирії — провінції імперії Габсбургів, яка існувала у XVIII — поч. ХХ ст. У цей час територія краю обіймала також частину історичної Краківщини. Після утворення УРСР та депортації українського населення із Надсяння та Лемківщини під Галичиною переважно розуміють території сучасних Тернопільської (крім північної частини), Львівської, Івано-Франківської областей України. Згідно з Енциклопедією Українознавства, в етнографічних межах має площу 55700 км².
Назва «Галичина» походить від міста Галич — столиці Галицького князівства. З другої половини XIII століття політичним та культурним центром краю стало місто Львів. Серед інших найбільших міст Галичини є Тернопіль, Івано-Франківськ (раніше Станиславів), Ряшів та ін.
У період входження Галичини до складу Габсбурзької імперії у XVIII столітті до Галичини додали частину польських земель (Малопольща) включно з Краковом, а також міста Освенцим і Затор та утворили провінцію Королівство Галичини та Володимирії, після чого виник умовний поділ на Західну (польську) і Східну (українську, основну) частини Королівства. Після 1850 року межею поміж Східною і Західною Галичиною прийнято вважати не давню межу між Галицьким князівством (Руським королівством) та польськими князівствами (пізніше — між воєводствами), що пролягає по межиріччю Віслока і Дунайця та території так званої Сандомирської пущі, а межу розподілу між двома апеляційними судами у Львові й Кракові. Тому центром Західної Галичини вважалося малопольське місто Краків, Східної — Львів. Таким чином західна околиця українських земель була віднесена адміністративно до апеляційного суду в Кракові. Межі Східної Галичини майже повністю збігаються з кордонами Західноукраїнської Народної Республіки (ЗУНР), проголошеної 1 листопада 1918 року. Після окупації Галичини поляками в 1919 році  термін «Галичина» в офіційному вжитку було замінено на «Східна Малопольща».
У межах Галичини виділяють культурно-етнографічні регіони: Західне Поділля, Опілля, Наддністрянщина, Підгір'я, Покуття, Надсяння, північні частини Бойківщини, Гуцульщини та Лемківщини. За діалектними, етнографічними особливостями Галичина — регіон неоднорідний. Зокрема, на теренах краю побутують наддністрянський, бойківський, покутсько-буковинський, надсянський та лемківський говори.
Галичина мала як свою державність — Галицьке князівство (1084—1199), так і перебувала у складі різних держав, серед яких Галицько-Волинське князівство (1199—1349), Угорське королівство (1349—1387), Королівство Польське (1387—1569), Річ Посполита (1569—1772), Королівство Галичини та Володимирії — коронний край, складова частина Габсбурзької монархії (1772—1804), Австрійської імперії (1804—1867) і Австро-Угорщини у 1867–1918 роках, Західноукраїнська Народна Республіка (1918—1919), Українська Народна Республіка (1919), Польська Республіка (1919—1939). Після Другої світової війни Галичина розділена кордоном: західна частина — у складі Польщі, а східна — у складі СРСР (до 1991 року) і України (з 1991 року).
Через часткову лібералізацію національної політики в Австро-Угорщині після «Весни народів» 1848 року Східна Галичина стала осередком розвитку української та польської культури (західна частина переважно польської культури), літератури та науки, в той час як у підросійській Україні (у складі Російської імперії) проводилася політика жорсткого зросійщення і дискримінація української культури. Через це Східна Галичина отримала назву «Український П'ємонт».

## Назва
Ім'я регіону дала назва міста Галич (столиці Галицького князівства). Найбільш раннім геральдичним знаком пов'язаним з Галичиною був лев, що спирається на скеллю (герб Лева ІІ). В пізніші часи стала використовуватись галка — птах сімейства воронових. Перша письмова згадка міста з'явилася в Іпатіївському літописі 1140 року, в Лаврентіївському літописі 1144 року. У старі часи галіци («галицы»*) у множині це назва зграї птахів галок, а може, і граків, але від воронів цих птахів точно відрізняли бо: «Тогда по Руской земли ретко ратаеве кикахуть, но часто врани граяхуть, трупиа себе деляче, а галици свою речь гозоряхуть, хотять полетети на уедие».* («Тоді по Руській землі рідко орачі перегукуються, але часто каркають ворони трупи ділячи і галки по-своєму говорять, хочуть полетіти на бенкет»). Ще згадки:1) «Галици стады бежать к Дону великому»* («Зграї галок летять до великого Дону»). 2) «Щекот славий успе, говор галичь убудиси»* («Затих спів солов'їв прокинувся гомін галок»).*
* Ці три цитати зі Слова о полку Ігоревім 12 століття.
У гербі Галичини та Галича багато сотень років зображується галка (Галичини — що йде, Галича — стоїть).
Отже, герб міста Галич із галкою і дав назву регіону.
За поширеною версією, назва має походження від грецького слова 'αλάς (галас) — «сіль». Вперше таку версію висловив австрійський історик кінця XVIII століття Гакет, якого підтримав німецький географ Й. Еґлі, а також історик Теофіль Коструба, який проводив паралелі із подібними назвами соледобувних центрів як Гальштадт в Австрії і Галле у Німеччині та Ярослав Пастернак.
За однією з інших версій, назва походить від кельтського племені галлів, які проживали на території сучасної Франції та нібито прийшли у цей регіон у IV—III століттях до нашої ери. Кельтські племена залишили подібні (бо також належали до індоєвропейської мовної сім'ї) або кельтизовані назви на території усієї Європи та інших місць міграції (наприклад, Галісія, Галатія (від «галли»), Баварія, Богемія (від «бойї» — одне з кельтських племен), та інші).
Однією із перших згадок слова «Галичина» є фрагмент візантійської хроніки, в якій князь Роман Мстиславич названий «ігемоном Галичини» (грец. Γαλίτζης ἡγεμών).
У грамоті Угорського королівства від 2 травня 1189 року Бела ІІІ (1145—1196) титулується «славетним королем Угорщини, Далмації, Рами та Галіції» (лат. gloriosissimi regis Ungariae, Dalmatiae, Ramaeque et Galaciae). Є певна недовіра щодо згадки 1189 року, тому що в документі зазначено непоширене формулювання поняття Галичина — «Galacia» замість поширеного в ХІІІ ст. «Gallicia» або «Galicia». Документ 1189 року не є офіційним актом угорського королівського двору, а документом однієї з церковних канцелярій. До початку ХІІІ століття схожих формулювань в угорських грамотах не було виявлено.

## Географія
Територія Галичини — північні схили Карпатських гір у Центральній Європі, басейн верхнього і середнього Дністра, Західного Бугу (верхня течія), верхнього Сяну, зі сходу обмежена річкою Збруч.
До складу Галичини входять:[джерело?]
- у Польщі
  - південно-східна частина Малопольського воєводства
  - Підкарпатське воєводство
- в Україні
  - Тернопільська область (крім більшої частини Кременецького району на півночі області)
  - Львівська область
  - Івано-Франківська область

Східна Галичина лежить у межах території сучасної України, а також до неї входять прикордонні регіони Польщі (частина Закерзоння), решта територій зараховують до Західної Галичини.
Частина Галичини в межах сучасної України займає 8,2 % площі країни, тут проживає 10,4 % її населення.[джерело?]

## Історія
Землі Галичини були ареалом розселення людини вже в добу палеоліту. Археологічна карта цього регіону надзвичайно багата і барвиста, що свідчить про сприятливі умови для проживання тут людини.

### Бронзова доба
З XIV ст. до н. е. до кінця V ст. до н. е. на цих теренах були поселення носіїв Лужицької культури, яких одна частина дослідників відносить до кельто-германських племен, інша — до протослов'янських.

### Залізна доба
Наприкінці V ст. до н. е. Лужицька культура занепадає і на зміну їй поступово приходить Латенська культура кельтських племен, які мігрували з південної Швейцарії на схід. Винайшовши першими в Європі кінноту як рід війська, кельти легко підкорили й асимілювали лужицькі племена; крім того, кельтська залізна зброя і амуніція була кращою за лужицьку. Саме серед знахідок Латенської культури в галицьких землях уперше з'являється гончарне коло.
Унікальний археологічний комплекс Латенської культури, досліджений біля с. Бовшів на р. Гнила Липа (11 км на північ від Галича), беззаперечно свідчить про перебування кельтських племен на території Галичини задовго до появи слов'ян. Вік цієї археологічної знахідки дослідники визначають як середина II ст. до н. е. — друга чверть I ст. до н. е. Перебування кельтів у верхньому Подністров'ї підтверджується також і писемними джерелами. Клавдій Птолемей згадує в цій місцевості чотири кельтомовні урбаноніми: Карродунон, Маетоніум, Вібантаваріум та Ерактон. Перший з них, Карродунон, етимологізується виключно на кельтському ґрунті: від кельт. karr- «каміння» та dun- «фортеця».
У ранньому середньовіччі (VI ст. н. е.) ця територія була заселена конгломератом племен: кельтами, лужитами, готами і вандалами (Переворська і Пухівська культури).
Під час великого переселення народів, через галицькі землі в Західну і Південну Європу одна за одною пройшли хвилі народів:
- IV—V ст. — сармати (алани);
- V ст. — гуни;
- VI—VIII ст. — авари;
- VI ст. — слов'янські племена сербів, хорватів, чехів та інші;
- IX ст. — болгари, мадяри, печеніги, половці.

Спустошливі набіги гунів зруйнували більшість місцевих поселень, сильно скоротилася кількість населення, культура прийшла до занепаду.
Зрештою, з середини VI ст. на цих землях оселилися прибулі слов'янські народи — карпатські хорвати (за іншими даними, білі і червоні хорвати), дуліби, тиверці, бужани, та ін. Місцеві кельтські й кельтсько-лужицькі племена були частково витіснені в західну Європу, частково асимільовані. Проте багато топонімів і культурно-побутових елементів кельтського фольклору залишилося в культурі слов'янських племен (Бойківщина).

### Раннє середньовіччя
Згіно деяких припущень 891–892 років моравський король Святоплук І міг долучити майбутні галицькі землі разом із Перемишлем до складу Великоморавського королівства. Незабаром, послаблена усобицями між синами Святоплука І і тривалою війною зі Східнофранкським королівством, Великоморавія була неспроможна утримувати периферійні території. Цим скористались мадярські кочові племена і близько 898 року захопили Галич та прилеглі землі, про що згадує анонімний хроніст угорського короля Бели II у своєму літописі Gesta Hungarorum:
| A negyedik héten Álmos vezér övéivel együtt Halicsba jött, s ott pihenőhelyet választott magának és övéinek. Midőn ezt Halics vezére meghallotta, minden hozzátartozójával mezítláb elébe ment Álmos vezérnek, és különféle ajándékokat nyújtott át Álmos vezér használatára: majd Halics városának a kapuját megnyitván, mint a saját urát, úgy látta vendégül, egyetlen fiát az ország főembereinek a fiaival együtt túszul adta, azonfelül tíz kitűnő arab paripát meg háromszáz más lovat nyergestül, fékestül, továbbá háromezer márka ezüstöt meg kétszáz márka aranyat és gyönyörűséges ruhákat ajándékozott a vezérnek, sőt minden katonájának is. Mikor aztán Álmos vezér egy hónapja tartott pihenőt Halicsban, akkor Halics vezére és többi társai, akiknek a fiai kezességben voltak, azzal a kérelemmel folyamodtak Álmos vezérhez és nemeseihez, hogy a Havason túl nyugat felé, Pannónia földjére szálljanak le. |
У 907 році Прикарпатські хорвати беруть участь у поході київського князя Олега на Константинополь, що свідчить про їх політичний зв'язок із Руссю.
Проте основна частина угорських племен перейшла Карпати і розселилась в Паннонії, що дозволило чеському князю близько 955 року легко відвоювати галицькі землі.
979 року польський князь Мешко I, приєднавши до держави П'ястів землю, відому пізніше як північно-східна Малопольща, ймовірно, взяв під свій контроль і деякі терени сучасної Галичини. Ймовірно, у 981 році внаслідок військового походу київського князя Володимира Святославовича «червенські городи» (Галичина і Волинь) були включені до складу Київської Русі й згодом набули назви Червона Русь. Проте дворічне панування «ляхів» над цим тереном дозволило київському літописцю Нестору через майже півтора століття написати про ті події:
| В лѣт̑. ҂s҃ у҃. п҃ѳ. [6489 (981)] Иде [Володимеръ] к Лѧхомъ и заӕ грады их̑. Перемышль Червенъ. и ины грады. єже суть и до сего дн҃е подъ Русью |
1018 року під час походу на Київ (на прохання Святополка Володимировича) військо польського князя Болеслава I Хороброго на річці Західний Буг розгромило військо київського князя Ярослава Володимировича і взяло Київ:
| В лѣт̑. ҂s҃. ф҃. к҃s [6526 (1018)] Приде Болеславъ съ Ст҃ополкомь на Ѧрослава с Лѧхы. Ѧрославъ же. совокупивъ Русь. и Варѧгы. и Словѣнѣ. поиде противу Болеславу. и Стополку. [и] приде Волыню и сташа ѡбаполъ рѣкы. Буга. и бѣ оу Ѧрослава кормилець. и воєвода. именемь Буды. нача оукарѧти Болеслава глѧ. да то ти прободемъ трѣскою черево твоє толъстоє бѣ бо Болеславъ великъ и тѧжекъ. ӕко и на кони не могы сѣдѣти. но бѧше смыслень. и реч̑ Болеславъ къ дружинѣ своєи. аще вы сего оукора не жаль. азъ єдинъ погыну. всѣдъ на конь вбреде в рѣку и по немь вои ѥго. Ѧрослав же не оутѧгну исполчитисѧ. и побѣди Болеславъ Ѧрослава Ѧрославъ же оубѣжа съ. д҃. ми мужи Новугороду. Болеславъ же вниде в Кыєвъ съ Ст҃ополкомь. и реч̑ Болеславъ разведѣте дружїну мою по городомъ на покоръмъ. и быс̑ тако. |
Повертаючись з трофеями назад, Болеслав Хоробрий знову захопив Червону Русь. Але 1030–1031 років об'єднані війська князя київського Ярослава Володимировича і князя тмутороканського та чернігівського Мстислава Володимировича відібрали їх. На відвойованій території між Сяном і Бугом Ярослав Володимирович заклав фортецю Ярослав.

Герб Галицько-Волинського князівства (1199—1349, у центрі Лев)

1069 року польський князь Болеслав II Сміливий, на прохання свого дядька Ізяслава I Ярославовича, якого кияни вигнали з міста, виступив у похід на Київ і взяв його. Повертаючись додому, польські війська, як і 51 рік тому, взяли міста Червоної Русі.
1080 року, за правління польського князя Владислава Германа, червенські городи й землі були вкотре відвойовані Києвом.
Після de facto розпаду Русі через міжусобні війни тут 1084 року утворилось незалежне Галицьке князівство, де князювали правнуки Ярослава Мудрого — Рюрик, Володар і Василько Ростиславичі. Онук Володаря Ярослав Осмомисл суттєво поширив територію свого князівства, приєднавши землі між Дністром і Карпатами до пониззя Дунаю.
1199 року волинський князь Роман Великий об'єднав Галицьке князівство зі своїм Волинським князівством у єдину Галицько-Волинську державу.
1215–1221 — Галицько-Волинське королівство; угорський князь, король Андраш ІІ (або Андрій ІІ, лат. rex Galiciae et Lodomeriae).
1253–1264 — Галицько-Волинське королівство; король Русі Данило (лат. rex Ruthenorum). Суперник Данила Галицького — Ростислав Михайлович — згадується як «князь Галичини» (лат. dux Galliciae). Рочнік Красінських згадує про коронацію Данила 1253 року: «Року Божого 1253 Данило князь Русії королем коронувався» (лат. Anno domini 1253 Daniel dux Russie in regem coronatus). Ще одним підтвердженням коронації є текст угоди між Данилом, мазовецьким князем Семовитом і віцемагістром Тевтонського ордену в Пруссії Бурхардом фон Горнхаузеном, яка була підписана у Рачонжі-Мазовецькому 1254 року, де згадується про передачу Орденом частини ятвязьких земель «Данилу першому королю рутенів» (лат. Danieli primo regi Ruthenorum).

### Пізнє Середньовіччя
Про війну між Короною та ВКЛ дивіться статтю Війна за галицько-волинську спадщину (1340—1392)
В середині XIV століття Галичина стала об'єктом суперечки між Польським королівством, Угорським королівством та Литовською державою. 7 квітня 1340 року у Володимирі галицьким[джерело?] боярством був отруєний останній галицько-волинський князь Юрій ІІ Тройденович. Цим скористалися королі польський (Казимир III) та угорський (Людовик І, який визнавав за собою традиційні королівські права на Галичину), які поспішили відправити до Галичини війська. Казимир III несподіваним нападом захопив кілька замків, забрав здобич. У відповідь правитель Королівства Руси Дмитро Дедько звернувся по допомогу до татар, тому поляки (зі значною здобиччю) змушені повернутись назад. Невдовзі Дмитро Дедько та Казимир ІІІ уклали мирну угоду.
Дмитро Дедько у своїй грамоті десь 1341 року називав князя Любарта-Дмитра володарем Галицько-Волинської держави, а татарського хана — зверхником. Після того, як минула загроза татарського нападу, Казимир ІІІ відновив свої дії щодо загарбання Галичини, також влітку 1341 звернувся до папи Бенедикта XII за розгрішенням («диспензою») через те, що мав намір не дотримуватись укладеної з Д. Дедьком угоди. Папа задовольнив прохання польського короля.
Казимир III за правом спадкування заявив претензії на галицько-волинський престол[джерело?]. 1349 р. військо Казимира III захопило Львів та інші галицькі міста. Галицько-Волинські землі увійшли до складу Польського королівства як окреме «Королівство Русі»[джерело?]. Окупована Польщею Галичина займала непевне становище між Угорським та Польським королівствами, бо на підставі історичних прав (результат Вишеградського договору між Казимиром III і угорським королем Карлом І Робертом, підтвердженого договором Казимира III та угорського короля Людовика у 1350 році) визнавалася землею угорською і польськими урядовими колами. Після смерті короля Казимира III (1370) Галичина перейшла під владу угорського та польського короля Людовика. Новий правитель 1372 року своєю чергою призначив управителем Руського королівства (Regni Russie) (де-факто — надав ці землі (Руське королівство) на княжому праві (jure ducali)) своєму вірному слузі — князеві Владиславові Опольському.  1378 року Владислав Опольчик передав Галичину знову під пряму владу короля, який у грудні 1378 року видав у Вишеграді грамоту (чим перетворював Галичину на звичайну провінцію Угорського королівства), якою постановив взяти від Владислава Опольського «землю нашу Руську з усіма її правами, землями й приналежностями в володіння своє, своїх дітей і святої корони нашої». Відтоді безпосередню владу на місцях мали угорські старости; в багатьох галицьких містах була угорська залога.
1387 року відбувся похід поляків на Галичину під проводом королеви Ядвіги.
У 1434 р. відбулася інкорпорація Королівства Русі до складу Польщі, чим було скасовано автономне становище Галичини, скасоване руське право та судочинство, а галицьке боярство було урівняне в правах з польською шляхтою. Тут виникло Руське воєводство (з центром у Львові), що складалося з 5 земель: Сяноцької, Перемишльської, Львівської, Галицької та Холмської. Згодом, у 1462 р. на цих теренах було утворене Белзьке воєводство. В писемних, зокрема польських, джерелах 15-18 століття до Руського і Бельзького воєводств використовувалась назва Червона Русь.
У 1436 році утворилась конфедерація шляхти Руського воєводства та інших українських земель Корони з тих «галицьких панів», які були незадоволені зі свого, на їх думку, принизливого становища у Королівстві, бо вони були обтяжені спеціальними податками та обов'язками, яких не мали шляхтичі інших земель Польщі. У своїх грамотах її представники погрожували знищенням майна кожному шляхтичу чи уряднику, який не погоджувався з її вимогами. У грамоті 1438 року конфедерати попередили короля, що будуть вести з ним боротьбу, якщо він не виконає їх вимог. Проголошення королем Владиславом ІІІ зрівняння у правах «галицьких панів» викликало незадоволення вже вищих польських кіл.
У цей час у Галичині тривав процес закріпачення селянства, який завершився у 1505 р. Це викликало незадоволення селян і знайшло свій вияв у ряді повстань, найбільше серед яких відбулося у 1490–1492 рр. під керівництвом Мухи та Борулі. У першій половині XVI століття на Підкарпатті розгорнувся опришківський рух, який свого апогею досяг у XVIII столітті під проводом Олекси Довбуша.
Після того, як у 1478 р. Менґлі I Ґерай прийняв протекторат Османської імперії, стали частими набіги кримських татар на подільські околиці Галичини з метою грабежу та забирання в ясир галицької людності (можна згадати долю Роксолани). Ситуація стала гіршою після прийняття Штефаном III васальної залежності від Османської імперії; поліпшилась після 1530-х років (зокрема, завдяки діяльності Костянтина Острозького, Яна Амора Тарновського, Бернарда Претвича з розбудови мережі військових укріплень на Волині та Поділлі).
1594 року польний коронний гетьман Станіслав Жолкевський у Заліщиках збирав військо для відсічі татарам, які того року спалили прикарпатські міста Галич, Долина, Тлумач, Чешибіси, Калуш, Снятин, Тисмениця під час нападу на Галичину через прорахунки коронного командування. Татари цього разу не брали в полон через те, що збиралися в далекий похід. Їх біля Самбору зустріли загони на чолі з Яном Замойським, але вони обдурили жовнірів та потрапили в Угорщину.
З XVI століття в Галичині виникають братства, які мали не тільки релігійний, а й культурно-просвітницький характер. Найвідомішим було Львівське Успенське Ставропігійське братство (1586 р.). На рубежі XVI-XVII ст. в Галичині тривав процес національно-культурного відродження. Розквітає українське шкільництво, книгодрукування, література та мистецтво. Вихідцями з Галичини були гетьман Петро Сагайдачний, Йов Борецький, Єлисей Плетенецький, 3ахарія Копистенський, Касіян Сакович, Памво Беринда, Стефан і Лаврентій Зизанії.
У Галичині було започатковано справу унії між Католицькою і Православною Церквами. Однак перемишльський — Михаїл Копистенський та львівський — Гедеон Балабан православні єпископи вже на завершальному етапі цього процесу відмовились прийняти церковну унію. Перемишльська єпархія прийняла унію лише у 1692 р., Львівська — у 1700 р., Львівське братство — у 1708 році.
У роки Хмельниччини (1648–1657 роки) гетьман Богдан Хмельницький здійснив два походи у Галичину (1648, 1655 рр.), під час яких двічі без успіху облягав Львів.

### Новий час

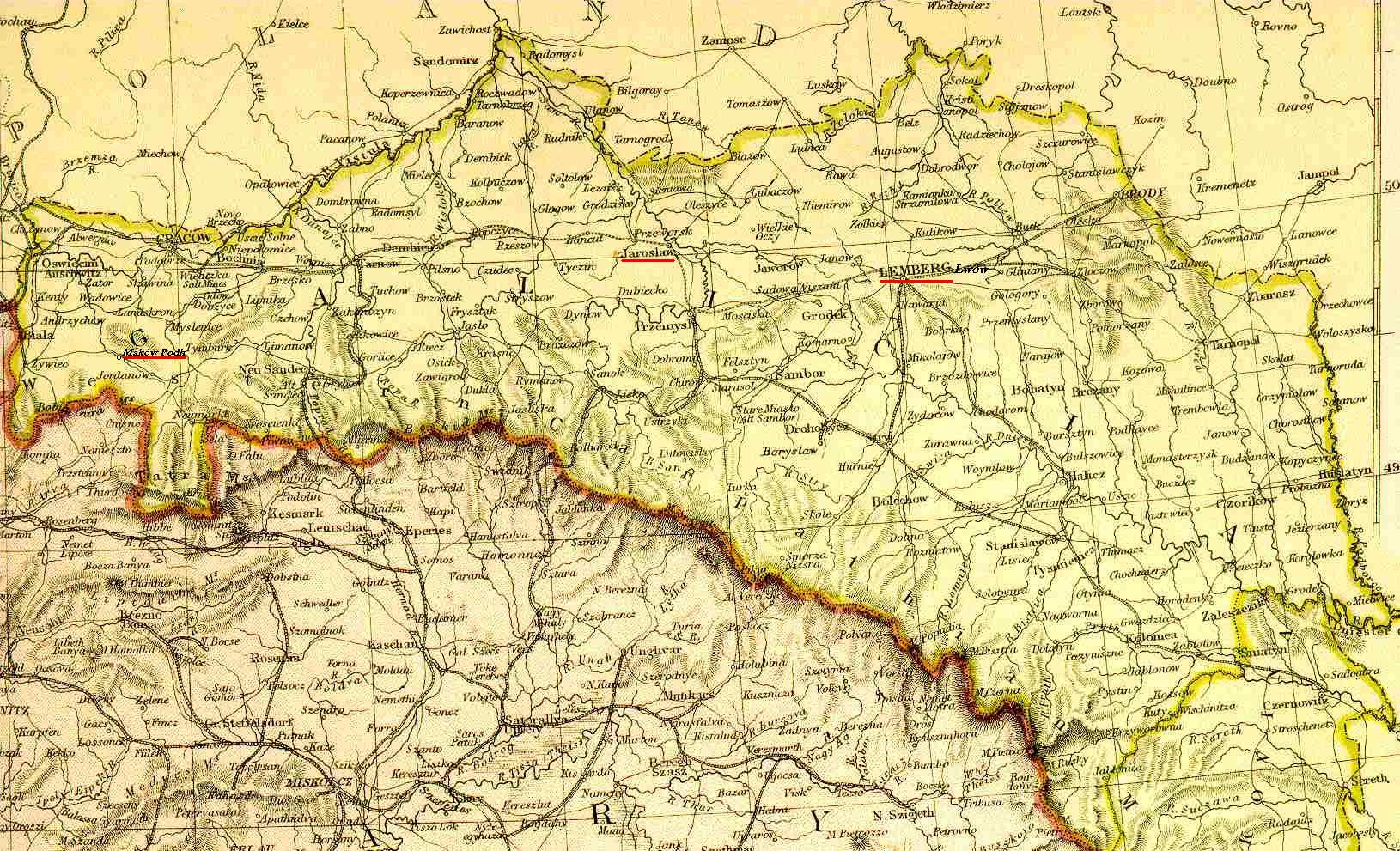
Галичина у складі імперії Габсбургів, 1800 р.

Внаслідок першого поділу Польщі (1772 р.) Галичину включили до складу володінь Габсбургів (у Священній Римській імперії, згодом, з 1804 р. — Австрійська імперія). Тут було створено окрему провінцію — «Королівство Галичини і Володимирії» (Königreich Galizien und Lodomerien), до складу якої увійшли українські етнічні землі (Галичина) та південна частина Польщі з Краковом (Малопольща). У 1786–1849 рр. до складу провінції входила також Буковина.
Австрія застала Галичину у величезному занедбанні, без шкіл… доріг… великих міст… промислу, торгівлі, з бідним цілковито закріпощеним польською шляхтою сільським населенням… тому українське населення Галичини радо привітало окупацію Австрії, вірячи, що гірше ніяк не може бути…

Друга половина XVII століття — перша половина XVIII століття століть — період економічного та культурного занепаду галицьких земель, спричиненого постійними війнами, слабкістю центральної влади Речі Посполитої. За Василем Веригою: 
Останні роки XVIII і перші ХІХ ст.… безпросвітна, чорна доба в історії українців Галичини… його єдина «інтелігентна» верства — священство була поголовно зденаціоналізоване… одиниці мали деяке, дуже неясне почуття національної свідомості, проявом якої була симпатія до панщизняного раба-«хлопа» і відсутність погорди до його «мужицької» мови. Вище духовенство не мало національної свідомости, користувалося польською або латиною.
Чех, урядник Вацлав Коранда першим звернув увагу уряду на те, що населення Галичини не є польським, не говорить польською мовою. 1774 року Йозеф ІІ як співрегент вперше відвідав коронний край. Після встановлення панування Габсбурґів для господарського та культурного піднесення краю уряд провів ряд реформ:
- законом 1775 року дідичам було заборонено «вимагати від селян більше як записано в інвентарії, панщину в неділю, свята, примусову роботу за гроші без згоди селян, монополію корчмаря на горілку». Було обмежене застосування тілесних кар тощо.[38]
- 1777 року уряд видав окрему заборону гнати сільських священників на панщину, але дідичі почали використовувати їх для двірських робіт[39]
- запровадження нового судочинства,
- утворення ряду навчальних закладів для українського населення, зокрема, 1774 року відкрили «Барбареум» у Відні, відновили діяльність Львівський університет (1784 р.) та Галицька греко-католицька митрополія (1808 р.).
- у листопаді 1781 Йозеф ІІ видав тимчасовий закон, за яким панщина не повинна була тривати більше 3 днів на тиждень.
- 1782 року формально скасовано особисту залежність селян від панів (без згоди пана: женитися, посилати дітей до міської школи), примусову службу на панському дворі, надано елементарні громадянські права, сільським громадам — право самоврядування. Селянин був зобов'язаний точно означеною кількістю безплатної пішої чи тяглої роботи на користь пана; за це мав право безплатно користуватися дровами з лісу для опалення, пасовиськом, які були власністю дідича[38]
- 12 січня 1782 року цісар видав декрет про ліквідацію українських монастирів і католицьких кляшторів, які не утримували шкіл, не займались наукою, не доглядали хворих; на жаль, було ліквідовано корисні монастирі, книгозбірні яких містили багато цінних рукописів. Чимало кириличних рукописів продали крамницям «за безцінь на опакування»[40]
- 1785 року закрито Манявський Скит з чималою бібліотекою
- 1786 року тимчасовий закон листопада 1781 року став постійним; робочий день влітку мав становити 12 годин, взимку — 8
- у серпні 1786 відділено панські та державні (домінікальні) землі від селянських («рустикальних»), власникам маєтків заборонено ними розпоряджатися, замінювати, ділити, приєднувати до фільварків. Селяни отримали право спадкового користування своїми наділами тощо.[38]
- ліквідація панщини законом цісаря Йозефа II від 10 лютого 1789 року[41],
- її відновлення наступником — Леопольдом II,[41]

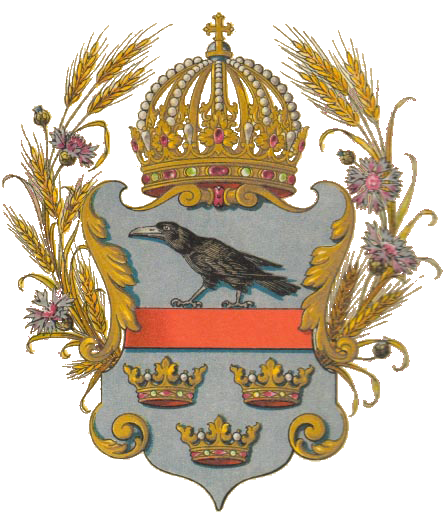
Герб королівства Галичини та Володимирії у складі Австро-Угорської імперії (1772—1918)

1805 року шовіністично налаштовані поляки отримали від цісарського двору право нагляду за всіма галицькими (також буковинськими) школами для римо-католицьких (де-факто — польських) консисторій. Через 10 років нагляд за українськими школами було передано греко-католицьким консисторіям. Заходами шляхти у 1812 році було скасовано обов'язкову шкільну освіту — багато селян перестало посилати дітей вчитись. Одним з головних противників поширення освіти серед русинів був львівський латинський архієпископ Анджей Анквіч, який добився заборони книгодрукування руською мовою.
У 1-й половині XIX століття в Галичині розпочалося українське національне відродження, очолене представниками свідомого греко-католицького духовенства. Вагомими явищами у цьому процесі стали утворення у Перемишлі Іваном Могильницьким «Клерикального товариства», діяльність митрополита Михайла Левицького й, особливо, утворення «Руської трійці» (1837 р.) та видання альманаху «Русалка Дністровая». Революційні події 1848–1849 рр. (т.з. «Весна народів») сприяли пробудженню національної самосвідомості українського населення Галичини. Головна Руська Рада, що виникла у Львові (1848 р.), проголосила ідею єдності всіх українських земель, а також пропонувала утворити з українських земель Східної Галичини, Буковини та Закарпаття окремий коронний край у складі Австрійської імперії. Важливою подією було скасування панщини в Галичині у 1848 р., яке надало нові можливості для розвитку економіки краю, сприяло відродженню національно-культурного життя.
Розвивається галицький народний іконопис, котрий ніс на собі впливи барокових зразків. Одним з улюблених сюжетів був образ Юрія Змієборця. Нині чимала збірка галицьких ікон міститься в колекції етнографічних музеїв — зокрема, Музею української домашньої ікони історико-культурного комплексу «Замок Радомисль».
Після утворення дуалістичної Австро-Угорщини в 1867 р. провінція Королівство Галичини та Володимирії увійшла до складу австрійської її частини (Ціслейтанії). Влада у провінції повністю належала польським аристократам, до Першої світової війни постійно існувало українсько-польське протистояння.
Наприкінці XIX ст. 598 тис. (48 %) селянських господарств мали менше 2 га, загалом — 9 % усієї площі, 400 тис. — до 5 га; разом без- та малоземельні складали понад 80 %. 3235 дідичів володіли бл. 3 млн га землі, що складало близько половини території краю (зокрема, двоє графів Потоцьких — 129 тис. моргів землі, граф Дідушицький — 42 тис., князь Сапіга — 36). 1891 року за цілоденну працю на фільварку, від досвітанку до ночі селяни отримували від дідичів 7 крейцерів (3 центи США), при цьому харчувалися своїм коштом.
ІІ-а половина XIX століття Галичина — період активного розвитку українських національно-культурних установ: товариство «Просвіта» (1868 р.), «Літературне товариство ім. Тараса Шевченка» (1873 р.), кооперативні організації, спортивні товариства «Січ», «Сокіл» тощо.
Працювали видатні українські діячі того часу — Іван Франко, Михайло Павлик, Анатоль Вахнянин, Юліян Романчук та інші. З 1894 р. у Львові працював проф. Михайло Грушевський.
1911 року з 409 професорів університетів українцями були 10, зі 129 професорів політехнік — жодного. Станом на 1914 поляки мали 2 університети, 10 торгових шкіл, 200 с/г шкіл нижчого типу, 2 Високі школи політичних наук, 18 державних, 12 — приватних — учительських семінарій.

#### Боротьба за автономію

Етнічна карта Австро-Угорщини станом на 1910 рік

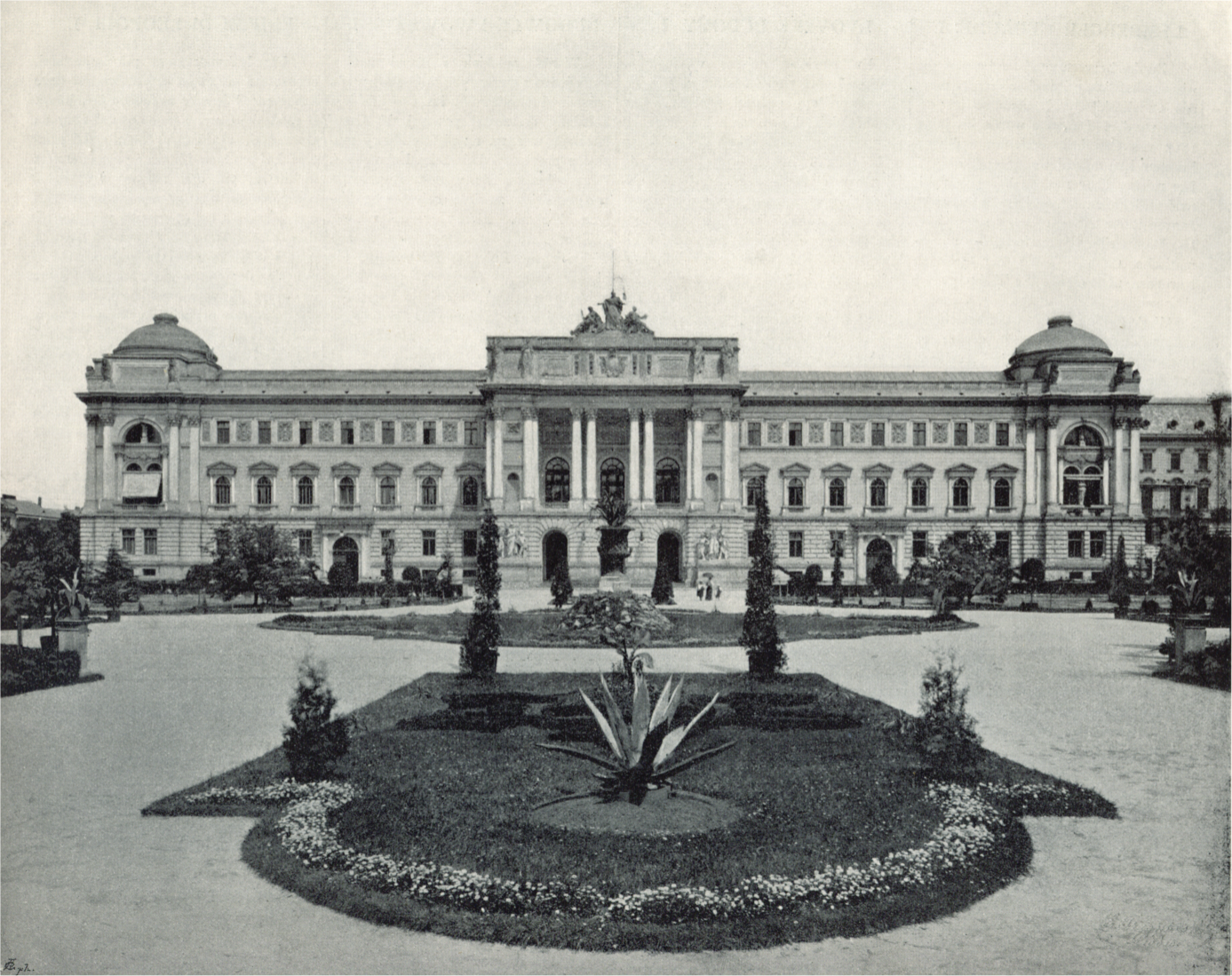
Галицький сейм

Від 1848 р. українські політичні сили боролися за поділ провінції на українську і польську частини з утворенням окремої української автономної провінції (до розпаду Австро-Угорщини в жовтні 1918 р. цього не було досягнуто).
1861 р. провінція отримала автономію від австрійського цісаря. Діяв Галицький сейм, послів (депутатів) якого обирали, крайовий виділ і підпорядковані йому органи місцевого самоврядування. Влада в автономному краї належала фактично польським колам. Урядовою мовою в 1867 р. стала польська (українці — посли сейму — мали право виступати і подавати письмові внесення українською мовою).

### Перша світова війна

Герб Західноукраїнської Народної Республіки (ЗУНР) (1918—1919)

У роки Першої світової війни в Галичині було сформовано Легіон Українських Січових Стрільців, перше українське військове формування нового часу.
19 жовтня 1918 року у Львові було проголошено створення Української держави на українських землях Австро-Угорщини, яка 13 листопада 1918 р. отримала назву — Західноукраїнська Народна Республіка (ЗУНР) у складі Східної Галичини, Буковини і Закарпаття, уряд якої 3 січня 1919 року ухвалив закон про Злуку з Українською Народною Республікою. Урочисто Акт Злуки УНР та ЗУНР було проголошено 22 січня 1919 р.
У липні 1919 р. територію Галичини зайняли польські війська під командуванням генерала Юзефа Галлера. Офіційне рішення про приєднання Галичини до Польщі Рада Послів Антанти ухвалила 15 березня 1923 р. Згідно з ним, польському уряду пропонувалось надати Галичині права автономії, що не було здійснено, тому викликало несприйняття та спротив переважного чисельно українського населення. Крім того, через 20 років (тобто 1943 року) планувалося повернутися до питання статусу Галичини.

### Міжвоєнний період
У 1922 році сейм прийняв статут для Галичини, який не був запроваджений у життя. 14 березня 1923 конференція амбасадорів у Парижі ухвалила рішення приєднати Галичину до Польщі при умові надання краю автономного статусу.
Період 1919–1939 рр. характеризується заходами активної полонізації краю, складним соціально-економічним становищем сільського населення, утисками українського громадсько-політичного життя. Польська колонізація Галичини проводилась вихідцями з земель етнічної Польщі — мазурами. Українці ухилялись від мобілізації до польської армії. На бойкот українцями перепису 1921 р. польська влада відповіла терором. Через прийняття Польщею виборчого закону з порушенням прав українців, передбачених Версальським трактатом, Сен-Жерменським договором, Севрським мирним договором і ухвалами Конференції у Спа, українці закликали бойкотувати вибори 1922 року. Окупаційна адміністрація провела арешти і заборонила передвиборчі віча, свобода яких була гарантована польською конституцією. У цих умовах розгорнулась активна підпільна боротьба УВО-ОУН, відповіддю на яку було проведення польським урядом пацифікації та інших репресивних заходів. Але навіть у цих умовах українці Галичини розвивали діяльність культурно-освітніх та кооперативних організацій: «Просвіта», «Рідна школа»,«Сільський господар» тощо — друкували газети: «Український Голос», «Вісти з Лугу», «Мета», «Назустріч», «Неділя», «Дажбог», «Жіноча Доля», «Нова Хата», «Діло», «Студентський Шлях», «Просвіта» та інші.
В Галичині внаслідок урядової програми спольщення освіти в 1937 році діяли тільки 352 українські школи, в той час як за часів Австро-Угорщини — 2417.

### Друга світова війна, «совіти»
Під час Другої світової війни, 17 вересня 1939 р. на підставі «пакту Молотова — Ріббентропа» радянські війська вступили на територію Галичини, де було встановлено тоталітарний режим. Розпочалися масові репресії проти місцевого населення. В тюрмах НКВС на Західній Україні з 1939 по 1941 роки відбувалися масові вбивства, катування, четвертування людей тощо. Загони НКВС на території Галичини не гребували навіть храмами, використовуючи їх у своїх «цілях»; наприклад, Церква Святої Покрови в Бучачі, де було знайдено останки 148 осіб, у тому числі дітей.
В таких умовах 26 жовтня 1939 р. маріонеткові селянсько-пролетарські «Народні Збори Західної України» ухвалили рішення про включення Західної України до складу Радянської України. На землях Галичини було утворено 4 області УРСР — Тернопільську (до 1944 р. — Тарнопільська) , Львівську, Станіславську (з 1962 р. — Івано-Франківська), та Дрогобицьку (у 1959 р. об'єднана зі Львівською).
Здійснювалися чотири масові депортації поляків, українців, білорусів, євреїв, німців, росіян, чехів, вірмен та інших з колишніх східних воєводств Речі Посполитої (західних областей УРСР і БРСР).
Приблизно колишніх 335 000 польських громадян було виселено в північно-східні регіони європейської частини РРФСР, Казахстан та Сибір і на Далекий Схід.
Мінімум 198 536 осіб було депортовано із західних областей УРСР:
- лютий 1940 р. — 89 062 осіб (приблизно 84,8 % поляків, 13,8 % українців, 1,4 % євреї та інших) вивезених в північно-східні регіони європейської частини РСФСР (Архангельська область, Комі АРСР, та інші), Сибір та Казахстан;
- квітень 1940 р. — 31 332 осіб (приблизно 70,6 % поляків, 25,0 % українців, 3,0 % євреїв, 1,4 % росіян, німців та інших) вивезених в Казахстан;
- червень-липень 1940 р. — 67 049 осіб (приблизно 84,6 % євреїв, 11,0 % поляків, 3,3 % українців, 0,4 % німців, 0,7 % інших) вивезених в Сибір і на Далекий Схід,[53] та в північно-східні регіони європейської частини РСФСР (Архангельська область, Вологодська область, Марійська АРСР, та інші);
- травень-червень 1941 р. — 11 093 осіб (більшість українців, а також поляки та інші) вивезених в Сибір і Казахстан.[54][55]

Під час радянсько-німецької війни 1941–1945 рр. Галичина була окупована німецькими військами і 1 серпня 1941 р. її включили до складу Генеральної губернії як окремий дистрикт.
У воєнні роки було змінено західний кордон Галичини. Уклавши договори з Польщею у 1945 р. і 1951 рр., радянський уряд віддав західну частину регіону — (Лемківщину і Надсяння) Польщі.

### Післявоєнний час
Після війни на галицьких землях було відновлено тоталітарний режим, який супроводжувався масовими репресіями, виселенням мирного населення на схід СРСР. Проведено колективізацію сільського господарства. На Львівському церковному псевдособорі 1946 р. було ліквідовано Українську Греко-Католицьку Церкву (вийшла з підпілля аж 1989 року). Відповіддю тоді став широкий рух опору, який вела Українська Повстанська Армія та збройне підпілля ОУН (тривав до 1956 року).
|  | Майже весь післявоєнний радянський період назва «Галичина» була табуїзованою. Доходило до курйозних випадків. Наприклад, для того, щоб винести в назву монографію про класову боротьбу українців в Австрійській імперії формулювання «Східна Галичина», потрібна була заледве не згода ідеологічного відділу ЦК КП УРСР. В усіх підручниках історії Галичина проходила окремим параграфом під назвою «Західноукраїнські землі в добу…» Майже вся ідеологічна машина працювала на затирання факту існування в минулому багатоетнічного краю, зміщуючи акценти на соціальне протистояння та класову боротьбу. Назву «Галичина» було дозволено вживати виключно в негативному контексті, або пишучи про факти української колаборації з нацистами та про дивізію СС «Галичина». З ліквідацією і забороною діяльності Української греко-католицької церкви та з проведенням нового церковного-територіального поділу з ужитку зникла ще одна згадка про Галичину, а саме — «Галицька митрополія». |

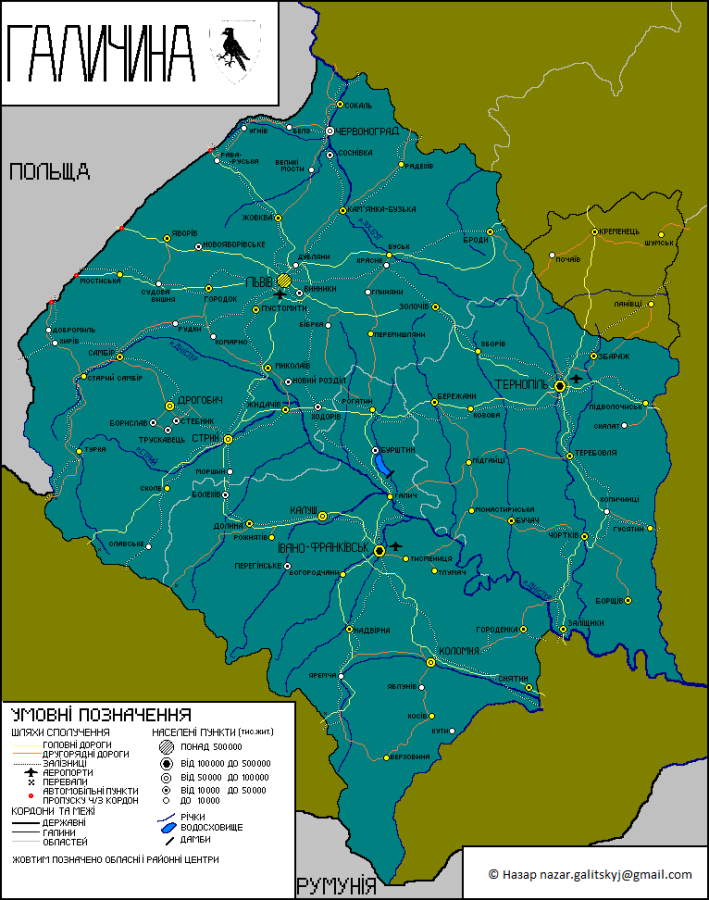
Галичина в межах сучасної України

У 1960-1970-х рр. Галичина була центром діяльності українських дисидентів, яка наприкінці 1980-х рр. переросла у хвилю широкого національно-демократичного руху. Саме тоді з'явився відомий вислів: «Галичина — це український П'ємонт».
Про українську Галичину часів незалежності говорять такі цитати: «Галичина, поза сумнівом, є однією з тих символічних „останніх територій“, що їх боронить і боронитиме від агресивного (пост)совєтизму … уся прозахідна українська інтелігенція. Для кожного з них Галичина є тим клаптиком України, котрий здатен, — завдяки своїй польсько-австрійській спадщині — певним чином легалізувати європейські амбіції усієї країни.» (Микола Рябчук, 2003)[джерело?]
«Галичина, будучи в сфері західного культурного впливу, вже в давні часи відігравала роль „українського вікна“ в Західну Європу. Це й було причиною того, що Львів став першим вогнищем української культури ще до революції Богдана Хмельницького і звідси почалось культурне й національне-політичне відродження всього українського народу» (Ісидор Нагаєвський, 1989)[джерело?]
«Альтруїзм галичан призвів до того, що вони постійно будують Україну, але втрачають Галичину.» (Тарас Возняк, 2005)[джерело?]

## Населення
Основою населення майбутньої Галицької землі стали хорвати, до яких доєднались уличі й тиверці, що рятуючись від натиску печенігів у другій половині Х століття переселилися у Подністров'я.
Населення Королівства Галичини та Володимирії 1816—1880 рр.

- 1816 — 3454,6 тис.
- 1820 — 3664,9 тис.
- 1830 — 4201,3 тис.
- 1840 — 4463,1 тис.
- 1850 — 4667,6 тис.
- 1860 — 4836,0 тис.
- 1870 — 5417,9 тис.
- 1880 — 5881,3 тис.

| період    | природний рух тис. | міграційний рух тис. |
| --------- | ------------------ | -------------------- |
| 1816-1820 | +271,3             | +10,5                |
| 1821-1830 | +467,1             | +28,8                |
| 1831-1840 | +283,1             | −1,2                 |
| 1841-1850 | +44,9              | −3,6                 |
| 1851-1860 | +160,4             | +166,4               |
| 1861-1870 | +588,5             | +20,9                |
| 1871-1880 | +436,3             | −1,8                 |
| 1881-1890 | +710,4             | −82,2                |
| 1891-1900 | +1010,8            | −320,1               |
| 1901-1910 | +1198,2            | −480,9               |
| 1911-1920 | +44,3              | −581,7               |
| 1921-1930 | +1110,0            | −135,5               |
| 1931-1940 | +771,4             | −32,2                |

### Національний склад
| Рік  | етнічних українців | греко-католиків | українськомовних |
| ---- | ------------------ | --------------- | ---------------- |
| 1800 | 51,0 %             | 46,3 %          |                  |
| 1811 |                    | 47,3 %          |                  |
| 1846 | 50,1 %             | 45,3 %          |                  |
| 1857 | 46,3 %             | 44,8 %          | 45,0 %           |
| 1869 | 45,0 %             | 42,5 %          | 44,0 %           |
| 1880 | 43,9 %             | 42,3 %          | 42,8 %           |
| 1890 | 43,6 %             | 42,2 %          | 42,8 %           |
| 1900 | 43,0 %             | 42,4 %          | 42,0 %           |
| 1910 | 42,9 %             | 41,1 %          | 39,9 %           |
| 1921 | 40,5 %             | 40,4 %          | 35,8 %           |
| 1931 | 39,4 %             | 39,2 %          | 33,9 %           |

| Рік  | етнічних українців | греко-католиків | українськомовних |
| ---- | ------------------ | --------------- | ---------------- |
| 1800 | 78,6 %             |                 |                  |
| 1811 |                    | 71,9 %          |                  |
| 1846 | 78,4 %             | 70,9 %          |                  |
| 1857 | 68,5 %             | 66,4 %          | 66,6 %           |
| 1869 | 68,4 %             | 64,9 %          |                  |
| 1880 | 65,9 %             | 63,3 %          | 64,3 %           |
| 1890 | 65,5 %             | 62,8 %          | 64,4 %           |
| 1900 | 63,5 %             | 62,7 %          | 62,3 %           |
| 1910 | 61,8 %             | 61,7 %          | 58,6 %           |
| 1921 | 60,6 %             | 60,5 %          | 53,6 %           |
| 1931 | 58,6 %             | 58,5 %          | 50,7 %           |
| 1939 | 73,2 %             | 64,4 %          | 72,9 %           |
| 1943 | 77,2 %             |                 |                  |

Населення Галичини у XX ст. (кінець XIX — початок XX ст.).
| Національний склад населення | Східна Галичина 55300 км² | Західна Галичина 23200 км² |
| ---------------------------- | ------------------------- | -------------------------- |
| українці                     | 64,5 %                    | 13,2 %                     |
| поляки                       | 21,0 %                    | 78,7 %                     |
| євреї                        | 13,7 %                    | 7,6 %                      |
| німці                        | 0,3 %                     | 0,3 %                      |
| інші національності          | 0,5 %                     | 0,2 %                      |

|                |  |               |  |      |  |             |  |
| греко-католики |  | римо-католики |  | юдеї |  | протестанти |  |

## Міста Галичини
Межа поміж Східною і Західною Галичиною пролягає західніше від річки Сян. На берегах ріки знаходяться міста: Лісько, Сянік, Перемишль, Ярослав.

### Міста Східної Галичини
- Львів
- Тернопіль
- Івано-Франківськ
- Миколаїв (Львівська область)
- Калуш
- Коломия
- Жовква
- Надвірна
- Снятин
- Дрогобич
- Долина
- Борислав
- Хирів
- Самбір
- Теребовля
- Тлумач
- Тисмениця
- Галич
- Сокаль
- Червоноград
- Стрий
- Чортків
- Бережани
- Борщів
- Броди
- Заліщики
- Збараж
- Перемишль
- Лісько
- Сянік
- Скалат
- Підгайці
- Кросно
- Ярослав
- Бучач
- Рогатин
- Бурштин
- Косів
- Городенка

### Міста Західної Галичини
- Ряшів
- Переворськ
- Коросно
- Горлиці
- Ланьцут
- Нисько
- Стрижів
- Криниця